# Baia di Tralee
La baia di Tralee (Tralee Bay in inglese) è una delle principali insenature dell'isola d'Irlanda. Situata nelle coste occidentali del Kerry, è contigua alla vicina baia di Ballyheige e separata dalla baia di Brandon da un sottile lembo di terra, Maharees.
Morfologicamente, è piuttosto bizzarra: caratterizzata dalla solita forma di ferro di cavallo regolare e semicircolare all'esterno, si inoltra in maniera del tutto diversa, favorita dall'erosione del Lee che sfocia proprio in quella zona, nella parte più interna e sud-orientale, fino a raggiungere il centro di Tralee che le dà il nome.
Oltre Tralee, altri centri importanti sono Blennerville col suo caratteristico mulino a vento (Windmill), Castlegregory e Aughacasla.